# Poul Bundgaard
Poul Arne Bundgaard (ur. 27 października 1922 w Hellerup, zm. 3 czerwca 1998 w Gentofte) – duński aktor i śpiewak. Powszechnie pamiętany przede wszystkim za rolę Kjelda w 14 komediach filmowych z serii Gang Olsena, kręconych w latach 1968–1998, gdzie stworzył charakterystyczną postać bojaźliwego przestępcy-nieudacznika, z nadwagą i w grubych okularach, zdominowanego przez apodyktyczną żonę Yvonne i szefa gangu Egona Olsena, nierozstającego się ze swoją torbą lekarską.

## Życiorys
Podczas II wojny światowej działał w duńskim ruchu oporu przeciw niemieckim okupantom. Jego kariera artystyczna rozpoczęła się od śpiewu. W 1946 zaangażowany został jako chórzysta w teatrze Nørrebro w Kopenhadze, następnie był solistą. W 1959 przeszedł do Teatru Królewskiego w Kopenhadze jako śpiewak operowy, będąc jednym z najpopularniejszych skandynawskich śpiewaków tego okresu. Wziął udział w nagraniu ponad 150 płyt. Później skupił się na aktorstwie. Oprócz ról komediowych grał także role dramatyczne. Ogółem zagrał w ponad 100 filmach.
Zmarł w trakcie realizacji ostatniego, czternastego filmu serii Gang Olsena (Gang Olsena: Ostatnia misja), kręconego po 17-letniej przerwie i ostatecznie film ukończono z dublerem w części scen. Podczas realizacji tego filmu z powodu choroby poruszał się na wózku inwalidzkim.